# Oraesia cuprea
Oraesia cuprea là một loài bướm đêm trong họ Noctuidae.